# Amruta Patki

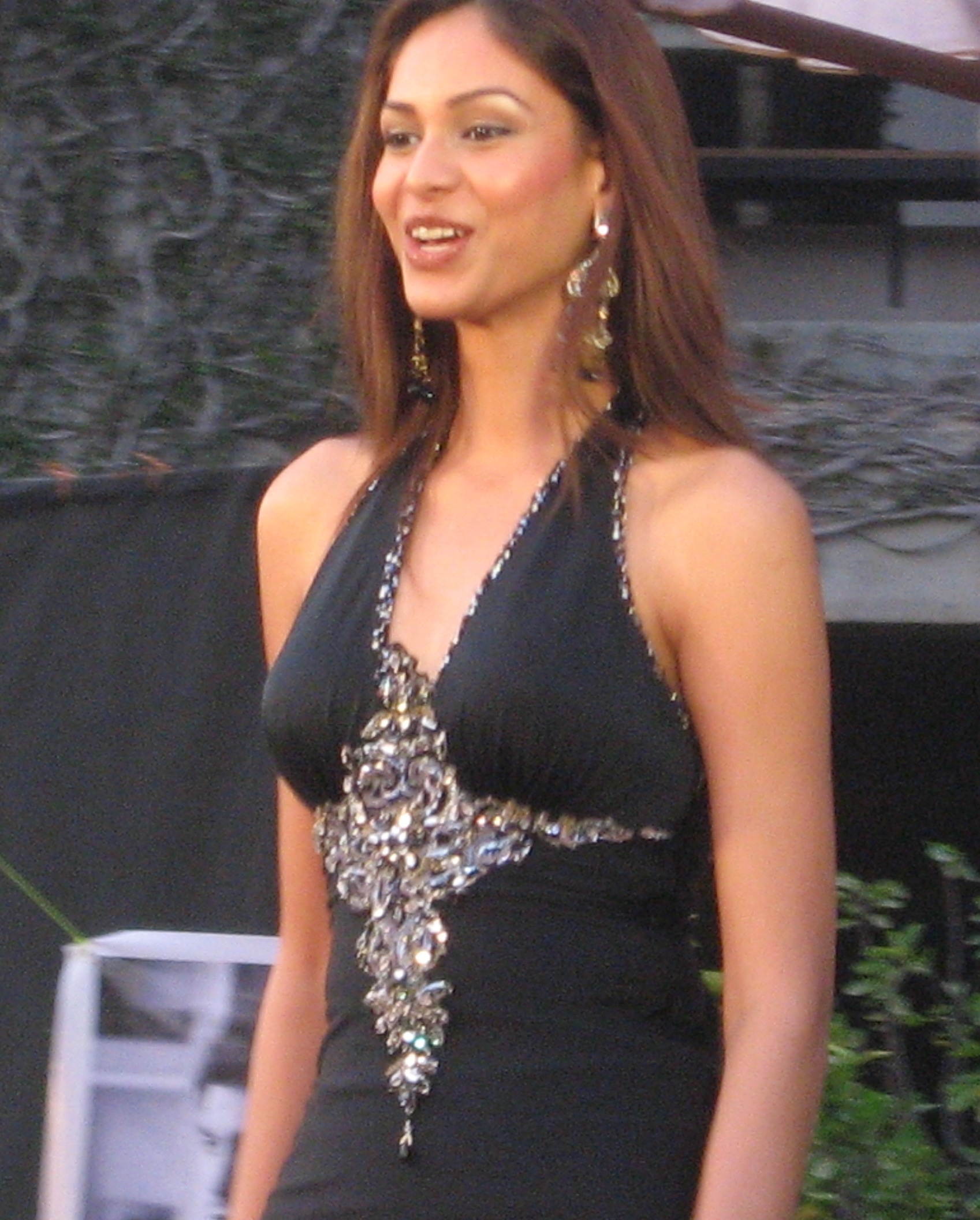
Amruta Patki

Amruta Patki (n. în India) ea a fost aleasă în 2006 Miss India și tot în același an câștigă titlul Miss Earth Air 2006. Ea a fost aleasă ca Miss Earth Air 2006, titlu dat pentru prima dată în această competiție. Amruta, din 82 de concurente a fost clasată pe locul doi. Miss Chile, Hil Yesenia Hernandez a fost câștigătoarea titlului Miss Earth 2006.
Concursul al șaselea Miss Earth, în anul  2006, a avut loc pe 26 noiembrie 2006, la Muzeul Național din Manila, Filipine. Au fost așteptate să participe peste 100 de candidate, dar s-au prezentat la concurs numai 82 de concurente.